# Карл Міллес
 Карл Міллес  (справжнє ім'я Карл Еміль Вільгельм Андерссон (швед. Carl Emil Wilhelm Andersson), 23 червня, 1875 — † 19 вересня, 1955) — шведський скульптор. Створював скульптурні портрети, дрібну пластику, фонтани, працював в анімалістичному жанрі, робив садово-паркову скульптуру.

## Життєпис
Народився в Швеції. Первісну художню освіту отримав у художньо-промисловому училищі міста Стокгольм, робив скульптури з дерева.

## Паризький період
Продовжив художню освіту в Парижі, в академії Колароссі. Був під впливом творів скульпторів Франції, серед яких — Огюст Роден, Антуан Бурдель, Арістид Майоль. Але справжнє захоплення викликали скульптури доби античності. Міллес годинами маював в музеї Лувр. Вивчення цих творів вплинуло на художню манеру Карла Міллеса — гостроту образів в бронзі, оголеність, свої інтерпретації міфологічних, а пізніше — біблійних персонажів і сюжетів.

## Велика Балтійська виставка 1914р

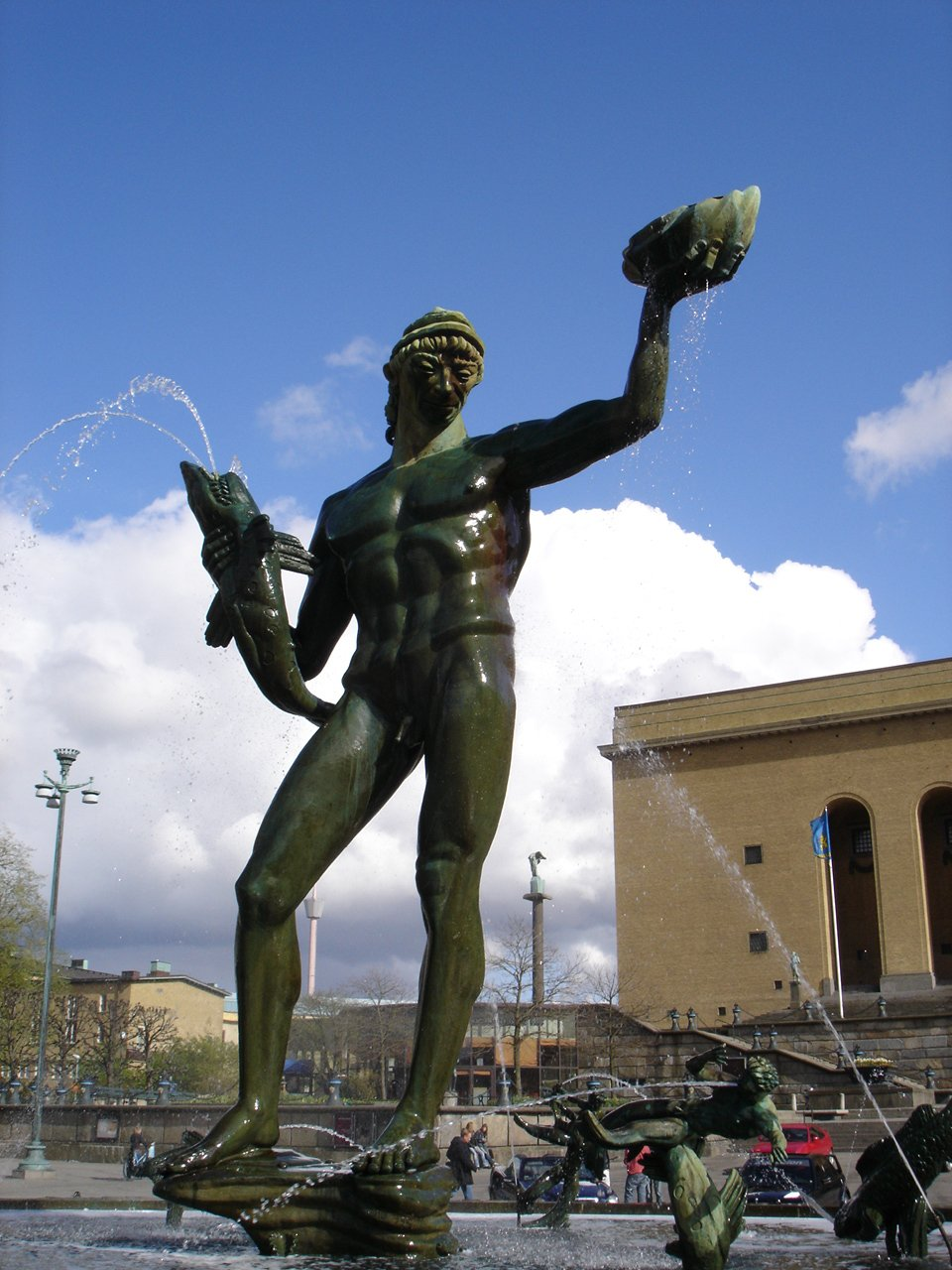
Фонтан Посейдон, місто Гетеборг.

Звертання до анімалістичного жанру та міфологічних образів допомогло в створенні скульптути «Морське божество». Показане на Великій Балтійській виставці 1914 р., воно принесло митцю перший значний успіх в регіоні. Через шість років він став професором в Королівській академії мистецтв Стокгольму, де працював у 1920-1931 рр.

## Прихильник фігуративного мистецтва
Незважаючи на розквіт руйнівних модерністських течій в мистецтві 20 століття і могутню фінансову підтримку цих течій арт-ділками, Карл Міллес залишився прихильником фігуративного мистецтва, часто традиційного навіть за сюжетами. Хоча не відмовлявся від узагальнень, видовження чи деякої деформації своїх скульптур.

## Життя у Сполучених Штатах

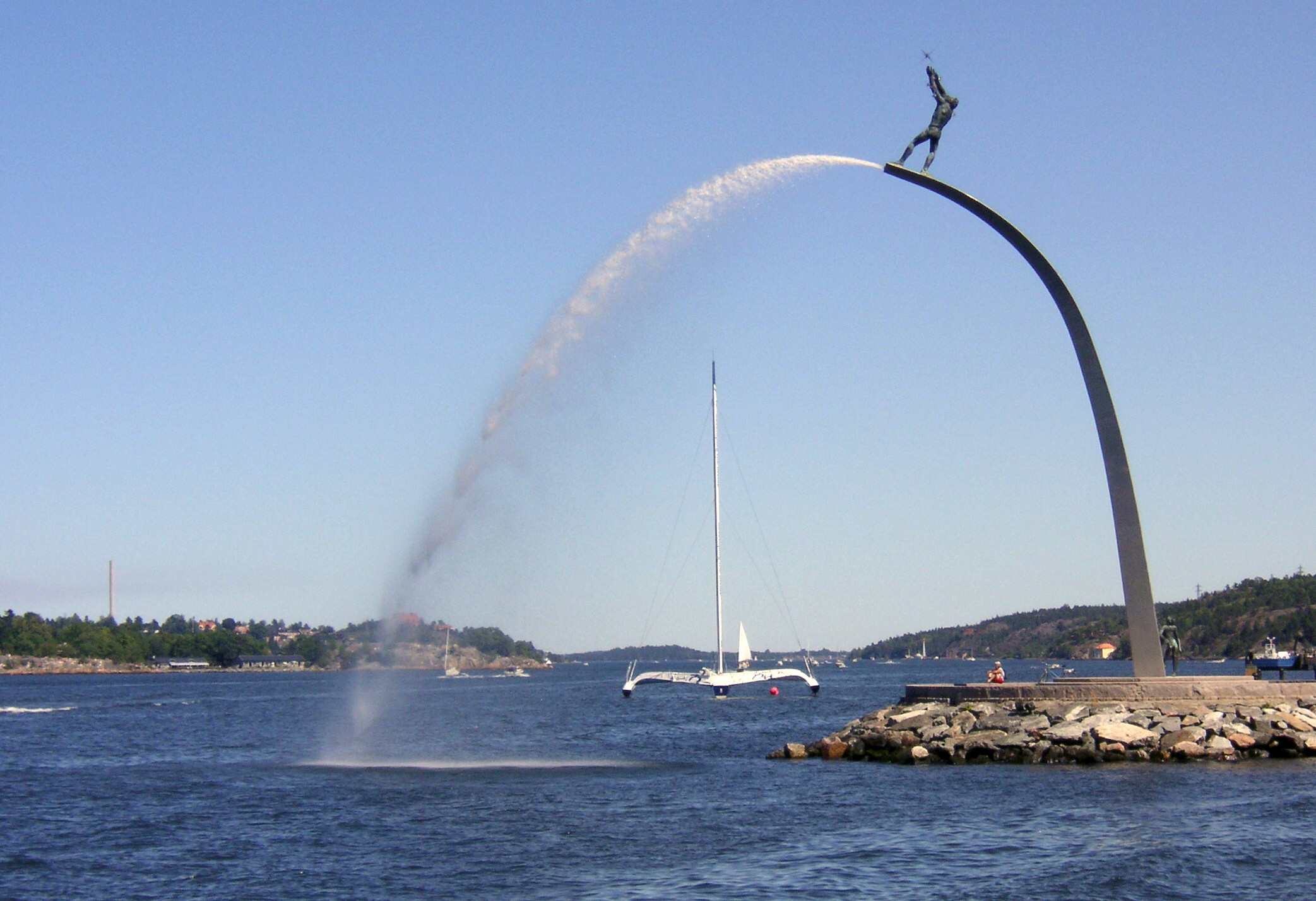
Фонтан Бог вішає зірки на небо

З 1932 р. перебрався в США, де працював в престижному навчальному закладі Кренбрук академії, розташованому в передмісті міста Детройт, Блумсфілд Хіллз, де мешкали багаті верства населення. Працював там до 1952 р. Ще у 1945 р. отримав громадянство США. Більша частина творів Карла Міллеса розташована там.
Був одружений. Дружина — Ольга Міллес, художниця (1874—1967) з Австрії.

## Останні роки
Не поривав зв'язків з батьківщиною. Був ініціатором створення саду скульптур Міллесгорден із власними творами в Лідінге, що входить до складу великого Стокгольма — там зібрані авторські копії скульптур митця, розкидані по різних країнах світу. Ідея створення саду скульптур була підтримана королем Швеції, який також сприяв створенню і розплануванню там саду.
Подружжя Міллес жило також у Римі. Помер і похований у Стокгольмі.

## Галерея

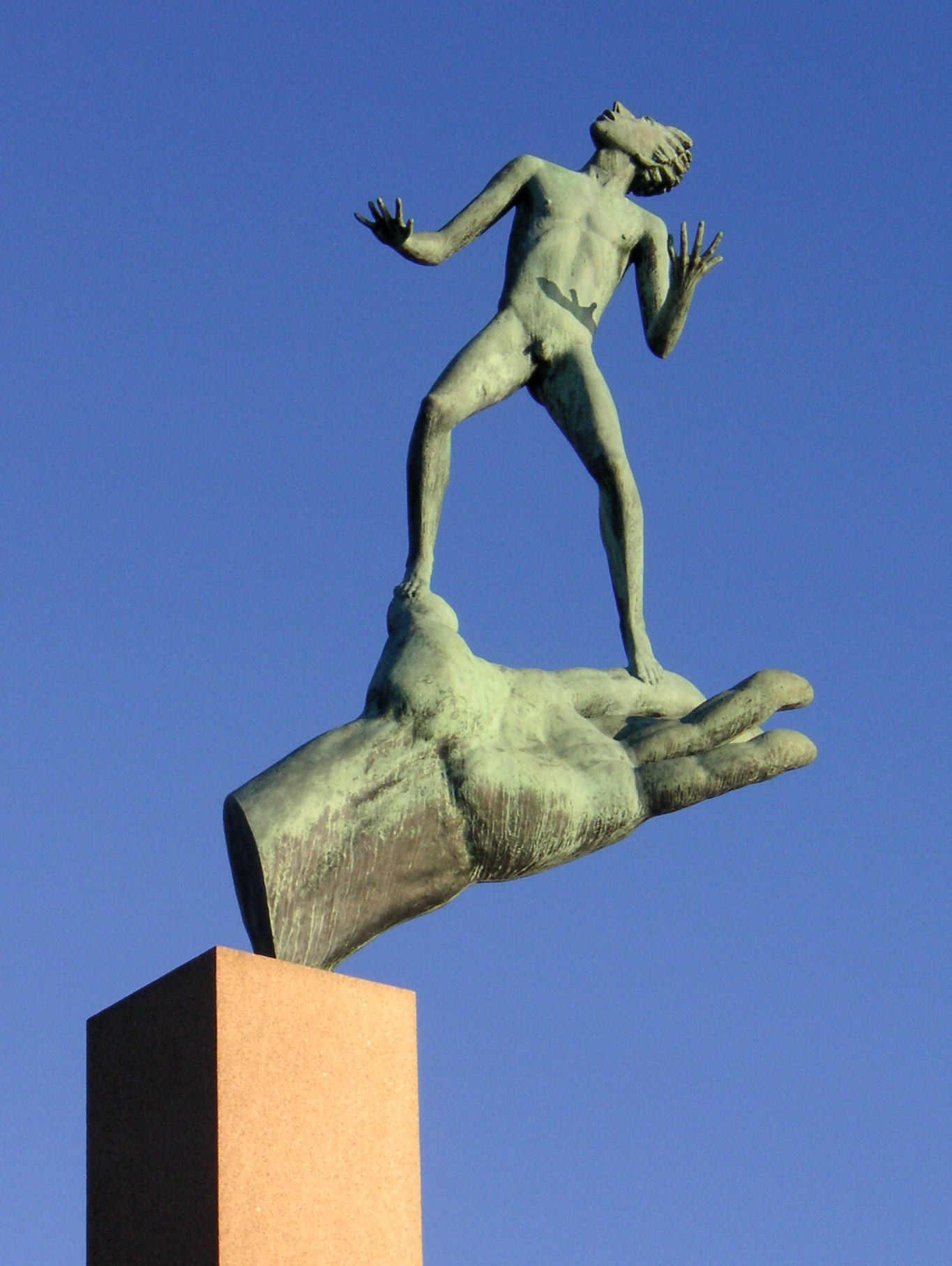
Рука Бога
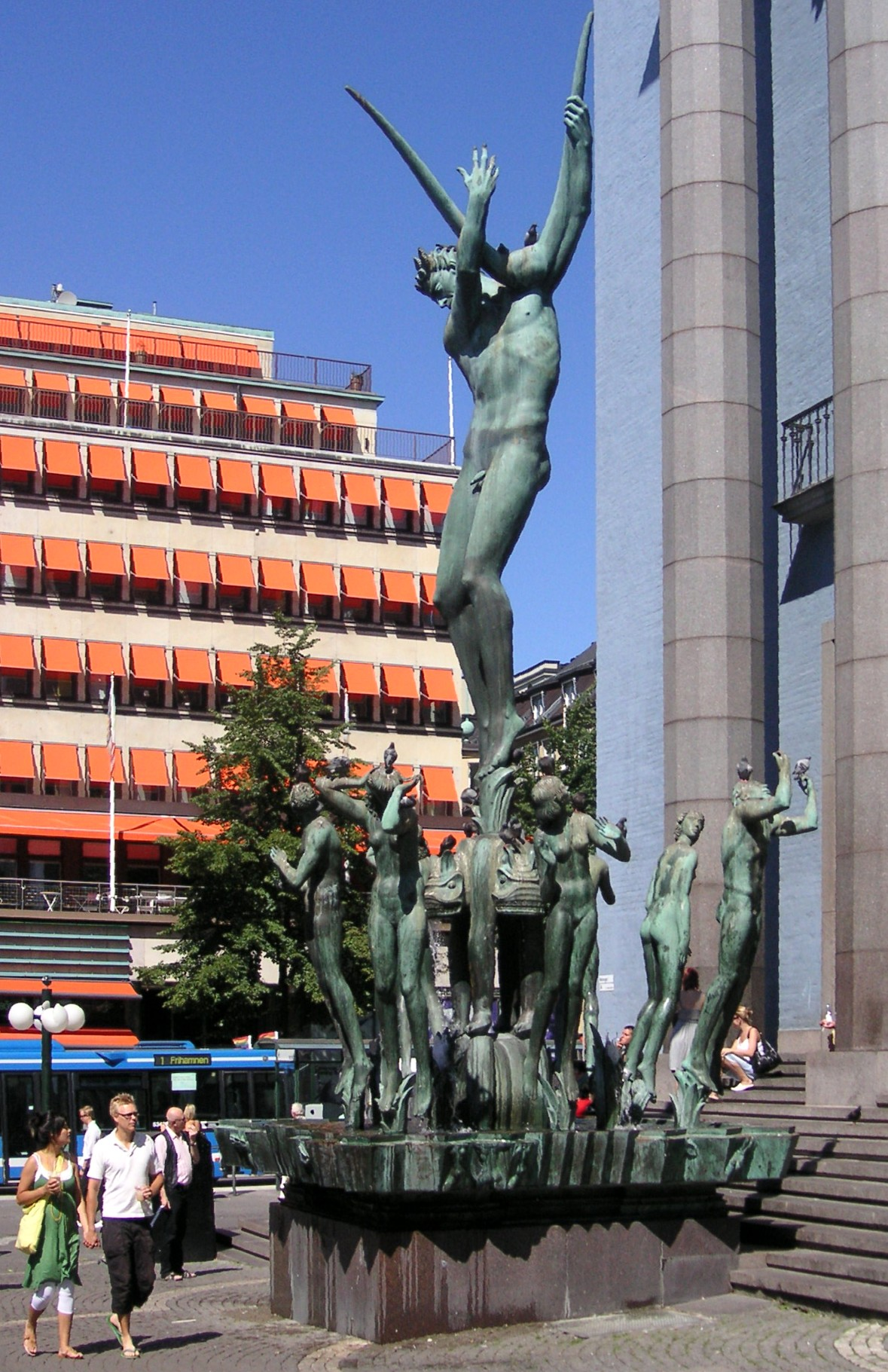
Орфей перед будівлею концертного залу, Стокгольм
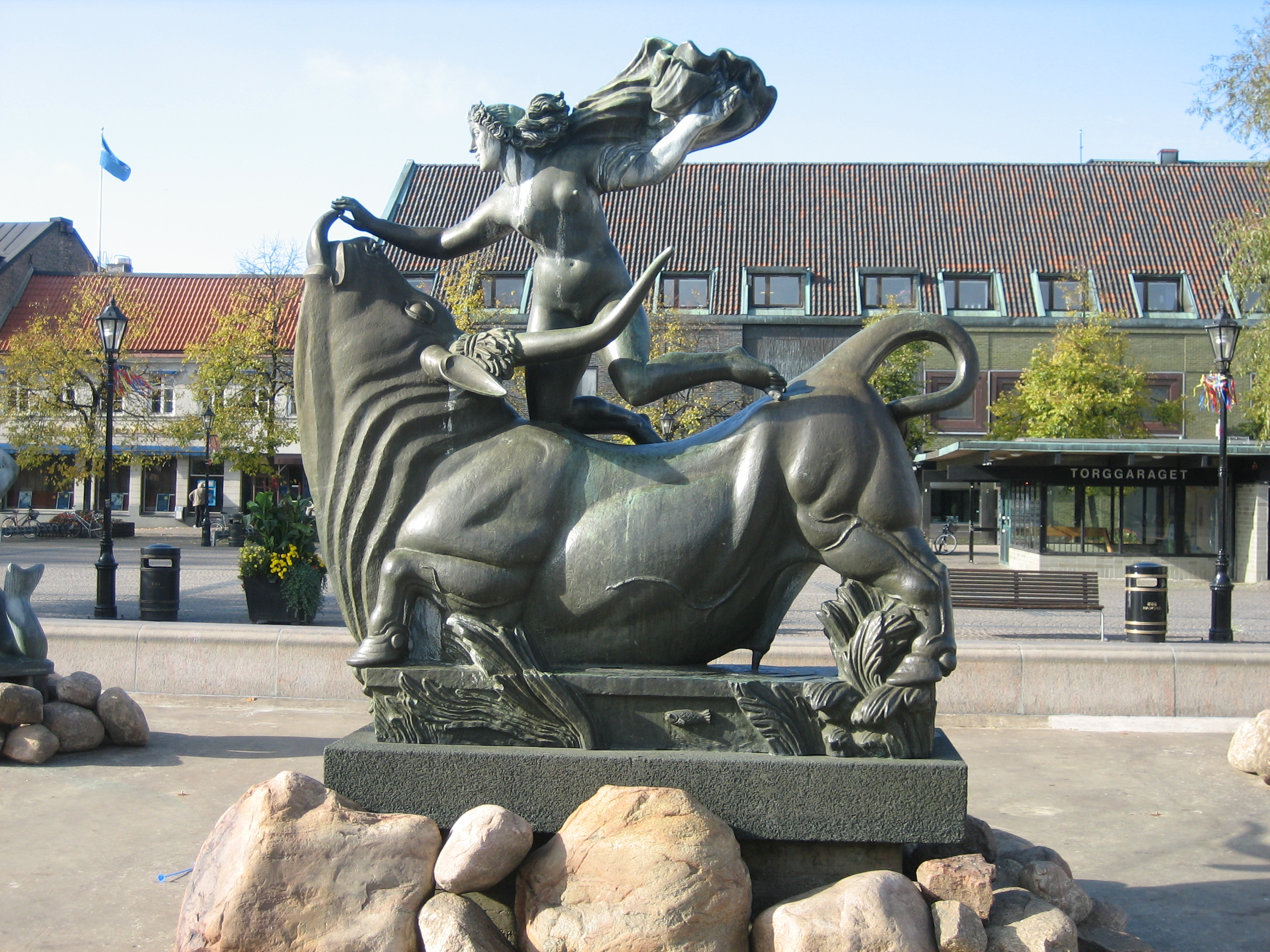
Викрадення Європи Зевсом-биком
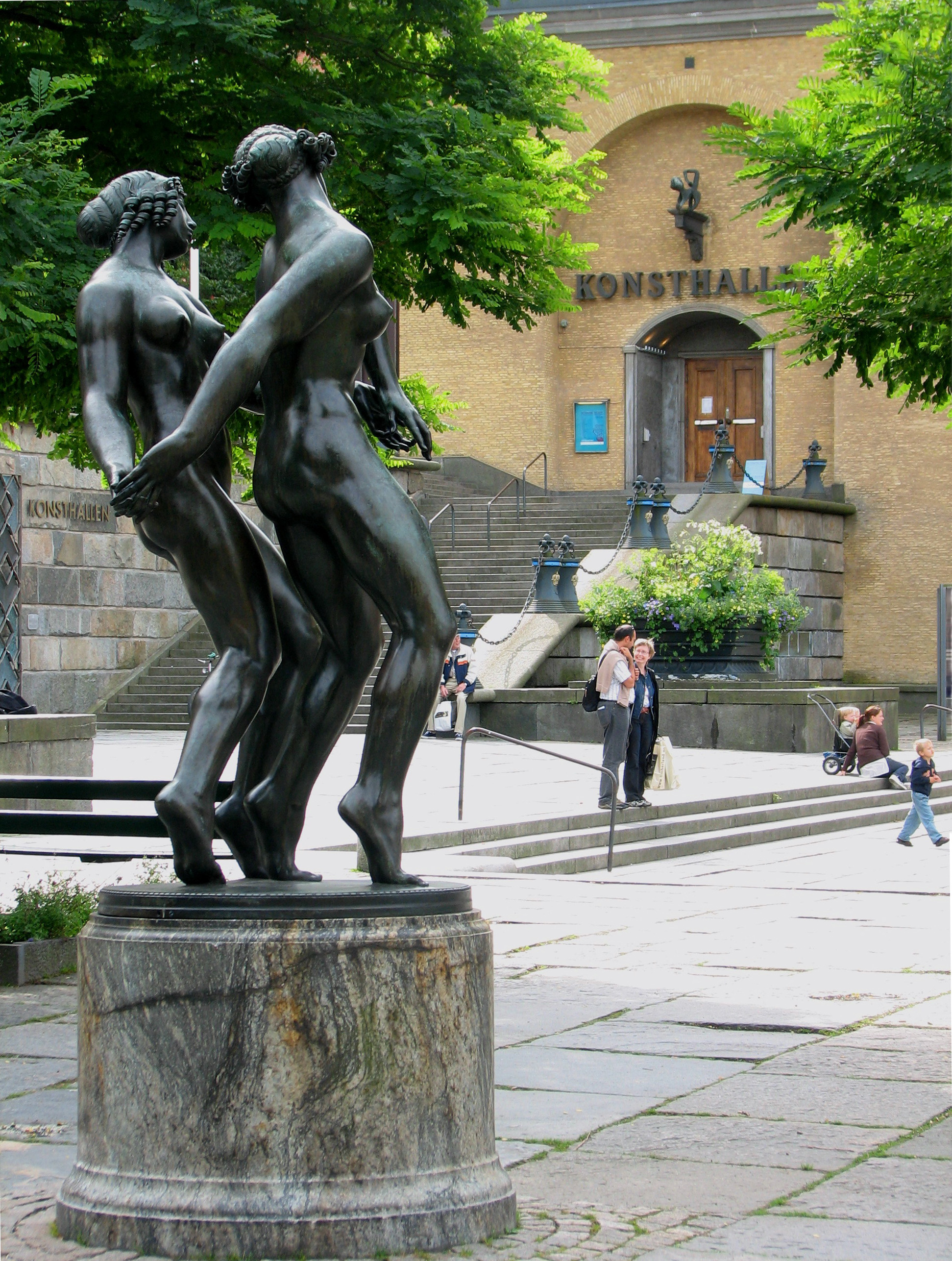
Танок